# Podkopná Lhota
Podkopná Lhota település Csehországban, a Zlíni járásban. Podkopná Lhota Hošťálková, Držková, Kašava és Trnava településekkel határos. Lakosainak száma 316 fő (2024. január 1.).

## Népesség
A település lakosságának változását az alábbi diagram mutatja:
| Lakosok száma | 397  | 481  | 476  | 389  | 384  | 342  | 324  | 331  | 314  | 316  |
|               | 1869 | 1890 | 1921 | 1950 | 1980 | 2001 | 2017 | 2019 | 2022 | 2024 |